# Gondwania
Gondwania is een geslacht van schimmels uit de familie Teloschistaceae. Het typesoort is Follmannia rufa.

## Soorten
Volgens Index Fungorum telt het geslacht drie soorten (peildatum december 2023):
| Soortnaam             | Auteur(s)                                                                                       | Publicatiejaar |
| --------------------- | ----------------------------------------------------------------------------------------------- | -------------- |
| Gondwania cribrosa    | (Hue) Søchting, Frödén & Arup                                                                   | 2013           |
| Gondwania sejongensis | S.Y. Kondr. & Hur                                                                               | 2014           |
| Gondwania sublobulata | (Nyl.) S.Y. Kondr., Kärnefelt, Elix, A. Thell, Jung Kim, M.H. Jeong, N.N. Yu, A.S. Kondr. & Hur | 2014           |